# Hagemeister (Familienname)
Hagemeister (auch in der verkürzten Form Hagmeister), seltener auch Hachmeister, ist ein deutscher Familienname, der auf eine Amtsbezeichnung zurückgeht. Der Name kommt von der mittelniederdeutschen Benennung hagemēster „für den Aufseher der Dorfflur (siehe Hag, Plural Hage), auch für den Vorsteher bzw. Richter neu gegründeter Dörfer“. Die Namensform „Hagemeister“ findet sich im 19. Jahrhundert vorwiegend in Nordostdeutschland, während „Hachmeister“ hauptsächlich in Niedersachsen vorkommt.

## Hagemeister
Hagemeister ist der Familienname folgender Personen:
- Alexis von Hagemeister (* 1926), deutscher Schauspieler
- August Hagemeister (1879–1923), deutscher Politiker (USPD/KPD), MdL Bayern
- Emanuel Friedrich Hagemeister (1764–1819), deutscher Rechtswissenschaftler
- Erich Hagemeister (1878–1958), deutscher Schriftsteller, Dramaturg und Dramatiker
- Friedrich Hagemeister (1863–1930), deutscher Politiker (DDP)
- Fritz Hachmeister (1868–1952), deutscher Verleger
- Heinrich Hagemeister (1549–1616), Bürgermeister von Stralsund
- Heinrich von Hagemeister (1784–1845), deutsch-baltischer Autor und Hofrat
- Johannes Hagemeister (1502–1569), deutscher römisch-katholischer Theologe, lutherischer Geistlicher
- Johann Carl Heinrich Hagemeister (1796–1860), deutscher Jurist, Bürgermeister von Stralsund
- Johann Gottfried Hagemeister (1762–1806), deutscher Schauspieler, Dichter, Publizist und Lehrer
- Julius von Hagemeister (1806–1878), deutschbaltisch-russischer Ökonom
- Karl Hagemeister (1848–1933), deutscher impressionistischer Maler
- Ludwig von Hagemeister (1780–1834), russischer Seefahrer deutsch-baltischer Abstammung, Gouverneur von Russisch-Amerika
- Michael Hagemeister (* 1951), deutscher Historiker und Slawist
- Paul Hagemeister (1868–1941), Erster Bürgermeister in Suhl/Thüringen, Mitglied des Preußischen Abgeordnetenhauses und Regierungspräsident in Minden
- Robert Eduard von Hagemeister (1827–1902), deutscher Verwaltungsjurist und Politiker
- Theis Hagemeister (* 1997), deutscher Ruderer

## Hagmeister
Hagmeister ist der Familienname folgender Personen:
- Lisa Hagmeister (* 1979), deutsche Schauspielerin

## Hachmeister
Hachmeister ist der Familienname folgender Personen:
- Bernd Hachmeister (* 1941), deutscher Badmintonspieler
- Carl Christoph Hachmeister (1710–1777), deutscher Organist
- Dirk Hachmeister (* 1963), deutscher Hochschullehrer
- Gerd Hachmeister (* 1942), deutscher Badmintonspieler
- Lutz Hachmeister (1959–2024), deutscher Hochschullehrer, Sachbuchautor und Filmproduzent